# Estadio José Briceño
El Estadio José Briceño es el nombre que recibe una infraestructura deportiva ubicada en la localidad de Puerto Plata (en la provincia del mismo nombre) al norte del país caribeño de República Dominicana. Es usado principalmente para deportes como el Béisbol y el Softbol y otros similares de conjunto. Puede recibir hasta 6000 personas sentadas.

## Historia
Su construcción se inició en 1977 y fue concluida al año siguiente en 1978 en terrenos de pista de la Aviación Militar Dominicana que datan de la época de la dictadura del general Rafael Leónidas Trujillo, con sucesivas remodelaciones y mejoras a lo largo de su historia. Su capacidad al momento de su apertura fue de 4.800 espectadores. Fue reinaugurado el 12 de octubre de 2024 con un partido entre los equipos dominicanos Gigantes del Cibao y los Tigres del Licey.
Durante la noche de su reinauguración se produjo un incidente relacionado con el suministro eléctrico debido a los fuertes vientos y lluvias que afectaron la región precisamente en esas fechas. Posteriormente el juego continuo sin mayores incidencias.
El estadio, que fue sede de los extintos Piratas del Atlántico en la desaparecida Liga de Verano Dominicana, ahora cumple con los estándares mínimos de LIDOM y las Grandes Ligas para recibir partidos profesionales, y posee una capacidad  ampliada para recibir hasta 6 mil espectadores sentados.Todos estos trabajos realizaron con la intención de que el estadio y la ciudad pueda optar por tener su propia franquicia de Béisbol como fue otrora.